# Luis de Valdivia
Luis de Valdivia (Granada, España, 1560-Valladolid, España, 5 de noviembre de 1642) fue un misionero jesuita español que defendió los derechos de los indígenas y abogó por la reducción de las hostilidades mantenidas con los mapuches en Chile. Dentro de sus obras destinados a la evangelización de los indígenas publicó la primera gramática y diccionario de mapudungún (1606) y las únicas gramáticas y diccionarios de los idiomas allentiac y millcayac (1607).
Predicó el establecimiento de una frontera, y el reemplazo de las campañas militares por obras misioneras que, desde su punto de vista, habrían de procurar la conquista religiosa de los rebeldes. Su proyecto, denominado guerra defensiva, concitó el apoyo inicial de la monarquía española, pero con el paso del tiempo fue considerado un fracaso y cayendo el padre Valdivia en el descrédito.

## Biografía

### Primeros años
A los 20 años ingresó a la Compañía de Jesús. En 1589, y todavía, sin ser ordenado de sacerdote, fue comisionado al Perú. Allí, tras pasar por Lima y Cuzco, se le destinó a la misión de Juli, donde los religiosos realizaban trabajos tipográficos en lengua aimara.
A finales de 1592 fue integrado al grupo de jesuitas comisionados de fundar una nueva provincia de la Compañía en Chile. Esta avanzada se embarcó en El Callao en febrero de 1593, siendo triunfalmente recibida en Santiago de Chile el 12 de abril, Lunes Santo, del mismo año. En esa ciudad se convirtió en rector del colegio jesuita local, erigiendo, además, el primer templo santiaguino de su congregación.
Emprendió, así mismo, temporadas de evangelización de indígenas, familiarizándose con sus costumbres locales y conociendo también la implacable Guerra de Arauco.

### Debate sobre la guerra

#### La tesis de la esclavitud
Por aquellos años, el alzamiento de los mapuches se había generalizado, tras su victoria en el llamado Desastre de Curalaba, en 1598. Por lo mismo, en 1599, Melchor Calderón presentaba en la Catedral de Santiago de Chile su memorial Tratado de la importancia y utilidad que hay en dar por esclavos a los indios rebelados en Chile. Tocó en suerte que la lectura pública de este documento la hiciera en el padre Luis de Valdivia, pese a su profunda discrepancia con el planteamiento.
Para Luis de Valdivia no solo era incorrecta la tesis de reducir a los rebeldes a la esclavitud, sino que la causa de la rebelión misma eran los "servicios personales", o trabajos forzados, que los indígenas debían tributar a los encomenderos españoles.

#### Debate en Lima
En 1602, una nueva comisión académica llevó a Valdivia de vuelta a Lima, como maestro de novicios y, después, catedrático de teología. En 1606 tuvo lugar en dicha ciudad un debate sobre el curso de la Guerra de Arauco. El oidor de la Real Audiencia de Lima, Juan de Villela, en coincidencia con las ideas de Valdivia, propuso un sistema denominado Guerra Defensiva. 
El recién llegado virrey, el marqués de Montesclaros también acogió los informes del jesuita sobre la guerra. Valdivia proponía eliminar los servicios personales, establecer una frontera firme en el Río Biobío e iniciar una conquista religiosa por medio de la actividad misionera. El virrey, bastante convencido, envió al sacerdote a España, en 1609, en búsqueda de aprobación real para el sistema propuesto.
Durante su estadía en Lima imprimió en 1606 la primera obra sistemática sobre el mapudungún, Arte y gramática general de la lengua que corre en todo el Reyno de Chile, de contenido religioso y lingüístico. También publicó en 1607 libros más breves de contenido similar acerca del allentiac y el millcayac, dos lenguas huarpes extintas, que se conocen casi exclusivamente por las obras de Valdivia. Ambos trabajos estuvieron perdidos hasta que José Toribio Medina halló una copia completa del libro en allentiac y fragmentos de la Doctrina cristiana en millcayac en Europa a fines del siglo XIX. Posteriormente, Fernando Márquez Miranda halló en el Cuzco el libro completo del millcayac en 1943 y Roberto Bárcena volvió a hallar el mismo ejemplar en 2009; finalmente, unos años después Nataly Cancino descubrió en Italia un libro que contiene ambias obras completas.
Sabiendo de esta gestión, los colonos de Chile, apoyados por el gobernador Alonso García Ramón enviaron a su propio representante a la corte, el capitán Lorenzo del Salto, esperando desvirtuar las ideas del jesuita.

#### Debate en España
Valdivia y su contrincante, Del Salto, viajaron en el mismo barco a Europa. 1610 fue un año de largas deliberaciones en el Consejo de Indias. Valdivia, más ducho en el arte de la argumentación, logró convencer al religioso rey Felipe III de España. Con el plan de Guerra Defensiva aprobado y el cargo de Visitador General de Chile, el sacerdote partió de vuelta a Chile en los primeros meses de 1611. Lo acompañaban otros diez misioneros jesuitas, dispuestos a solucionar el conflicto mapuche por medio de la predica cristiana.

### Guerra defensiva

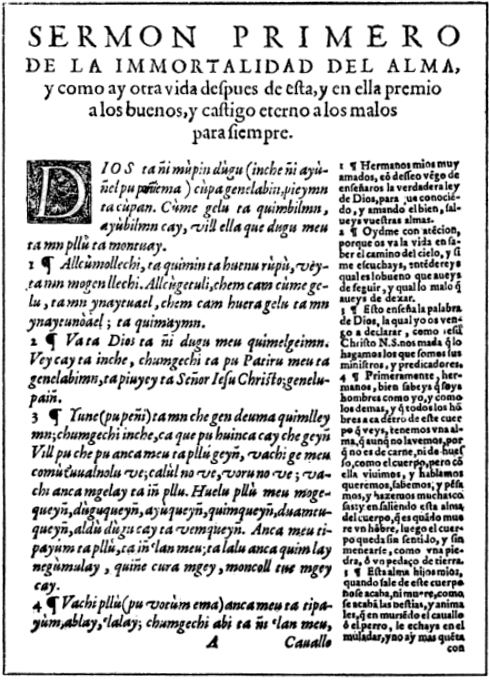
Primer sermón bilingüe Mapuche-Español (1606).

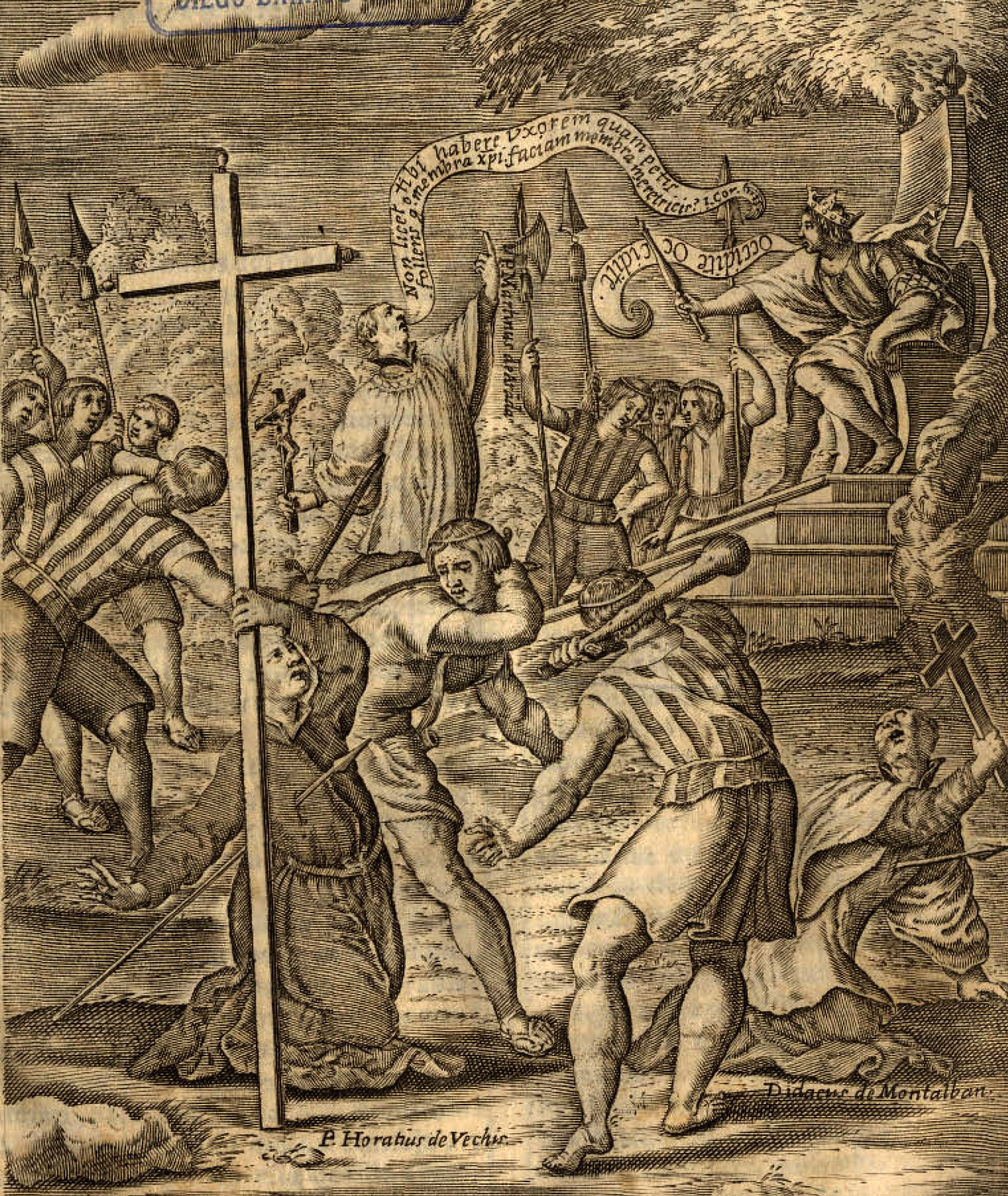
Representación de los llamados "Mártires de Elicura" en un grabado incluido en la Histórica relación del Reyno de Chile i de las Misiones i Ministterios que exercita la Compañía de Jesús, del jesuita Alonso Ovalle (1646).

Desde un principio en Chile el plan de Valdivia fue considerado irrealizable. Además de afectar los intereses particulares de los encomenderos (ya que muchos encomenderos tenían una estabilidad económica debido a la esclavitud indígena) los jefes militares españoles temían que animara a los mapuches a emprender una nueva sublevación general.
Por lo mismo, no es extraño que Valdivia haya chocado con mucha resistencia pasiva y entorpecimientos para llevar a cabo su proyecto, 
Pese a esto, los gobernadores locales se atuvieron en lo formal a las órdenes reales, pero no se abstuvieron de advertir que las consideraban erróneas:
El interino Juan de la Jaraquemada terminó su gobierno enviando memoriales en los que definía a la Guerra Defensiva como una política nefasta y auguraba multitud de desgracias por su aplicación. También hacía votos para que su sucesor tuviera el talento para subsanar los males que veía venir.
Alonso de Ribera inició entonces su segundo mandato y pronto las ideas del padre Valdivia chocaron con las del gobernador, convencido de que al mapuche sólo se le podía mantener a raya con la fuerza de las armas. Al final, se estableció una profunda enemistad entre ambos.
El padre Valdivia planteó establecer la defensa de las plazas y fuertes en los lugares ya establecidos e intentar ganarse la buena voluntad de los mapuches, mediante gestos y acciones reconciliadoras. 
Para esto envió regalos a los caciques y buenas nuevas mesiánicas para intentar la paz; pero los indígenas interpretaron este gesto como una muestra de debilidad y fingieron acceder a sus peticiones, mientras observaban a sus enemigos.
Las gestiones aparecían como exitosas. 600 guerreros de la zona de Arauco acordaron la paz.
Pero la política de Valdivia se vio duramente desacreditada, en 1612, por la muerte de tres sacerdotes de su congregación en un confuso incidente relacionado con el rapto de una de las esposas del cacique Anganamón durante el Parlamento de Paicaví a orillas del lago Lanalhue, estas víctimas serían conocidas como los mártires de Elicura.

### Ostracismo
Poco a poco, la aplicación de la política de Guerra Defensiva se fue volviendo más teórica que práctica. Sus principios no se cumplían ni aplicaban.
El rey Felipe IV, entronizado en 1621, no era tan afín a las ideas de Valdivia como su antecesor. Dispuesto a convencerlo, el jesuita viajó de Chile a España en 1620. Pero este cabildeo de poco sirvió. El rey reimplantó de manera oficial la guerra ofensiva mediante la Real Cédula de abril de 1625, tras la expresa recomendación de la Junta de Guerra de Indias.
Valdivia pasó los últimos años de su vida en Valladolid, dedicado a la pedagogía y el trabajo intelectual, muriendo en esa ciudad en 1642.

## Legado
Se le considera un gran conocedor de varias lenguas indígenas americanas, especialmente de la mapuche, de la que dejó la primera gramática conocida, aunque también dejó estudios sobre otros idiomas, como el de los huarpes.
Si bien la guerra defensiva no tuvo mayor éxito, sus ideales fueron un gran aporte para el derecho Indiano, como la abolición del servicio personal de los indígenas, la lucha contra las encomiendas de los nativos, la violencia y la explotación laboral de los conquistadores, entre otros tratos que terminaron por disminuir la población indígena a fines del siglo XVII.

## Obras
- Arte y gramatica general de la lengua que corre en todo el Reyno de Chile : con un vocabulario, y confessionario. [Lima, 1606] Sevilla, 1684.
- Doctrina christiana y cathecismo, confessionario breve, arte y gramática y vocabulario breve en la lengua Allentiac Lima, 1607.
- Confessionario breve en la lengua del Reyno de Chile, provechoso para confessar a los Indios de Chile y otras personas. Lima, 1616.
- Sermón en lengua de Chile: de los mysterios de nuestra santa fe catholica, para predicarla a los indios infieles del reyno de Chile, dividido en nueve partes pequeñas, acomodadas a su capacidad. Valladolid, 1621.
- Textos Millcayac, Lima, 1607. Publicados en: Márquez Miranda, Fernando (1943). «Los textos Millcayac del Padre Luis de Valdivia (con un vocabulario español-allentiac-millcayac)». Revista del Museo de La Plata (Nueva Serie). Tomo II, Sección Antropología: 61-223. Esta obra ha sido publicada nuevamente, incluida en el libro: Tornello, Pablo; Roig, Arturo; Díaz, Nora y Aguirre, Luis (2011). Introducción al Millcayac: idioma de los huarpes de Mendoza. Mendoza, Argentina: Zeta Editores. ISBN 978-987-1794-10-2.

## Enlaces
- Artículo sobre Luis de Valdivia, por Leonardo F. Fierro Archivado el 17 de junio de 2009 en Wayback Machine.
- Las lenguas americanas y el P. Luis de Valdivia (enlace roto disponible en Internet Archive; véase el historial, la primera versión y la última).